# غالب كامل
غالب كامل داود مذيع ومقدم برامج سعودي، ولد عام 1941 في الرياض - وتوفي 27 أغسطس 2022، ويُعتبر من أقدم مذيعي القناة السعودية الأولى مع عدد من المؤسسين للإذاعة والتلفزيون السعودي، أمثال المذيع ماجد الشبل وعبدالرحمن يغمور وسليمان العيسى وحسين النجار. لُقّب بـ«صديق الراحلين» لعلاقات الزمالة والصداقة التي ربطته مع إعلاميين راحلين أمثال مطلق الذيابي ويحيى كتوعة وسليمان العيسى وعبد الرحمن يغمور وماجد الشبل وعباس غزاوي. يُعتبر غالب كامل من أهمّ من عمل في الإذاعة والتلفزيون السعودي وعُرف بفصاحته وتميز إلقائه وقدرته على إدارة الحوارات.

## مسيرته
كانت انطلاقه كامل في منتصف الشهر الرابع من عام 1384 هـ من الإذاعة في جدة، ثم بدأ عمله في التلفزيون السعودي عام 1401 هـ. تنقل بين الرياض والمدينة المنوّرة وعمّان. نظرًا لتعرضه لمضاعفات إصابة برد شديدة تسببت بالتهاب رئوي أدى إلى حساسية في الصدر تؤثر عليه متقلبات الطقس كالغبار والجفاف ونُصح بتغيير أجواء مدينة الرياض حتى تستقر حالته. أُحيل إلى التقاعد على المرتبة العاشرة عام 1420 هـ بعد خبرة تجاوزت أربعين عاماً. عمل كامل ثلاثة أشهر تقريبا كمستشار إعلامي لدى عبد الله الجاسر وكيل وزارة الإعلام للشؤون الإعلامية آنذاك، وساهم بنشرتين أو ثلاث في الأسبوع.

## أبرز أعماله
قدم كامل على مدى 40 سنة عددًا كبيرًا من البرامج، من أهم برامجه التلفزيونية «أين الخطأ» و«من أنا» و«لمن الكأس» و«لقاء على الهواء»، وبرنامج المسابقات الدقة بالوقت أما في الإذاعة قدم برامج كثيرة منها «أبشر» و«حرف ونغم» و«سلامات» مع المرضى المنومين في المستشفيات، و«سهرة من منزل» و«لقاء مع فنان» ومن «الشاشة إلى الميكرفون» و«الصفر الدولي».

## وفاته
توفي المذيع غالب كامل يوم السبت 29 محرم 1444 هـ الموافق 27 أغسطس 2022م عن عمر ناهز الحادية والثمانين.